# Balacra ochracea
Balacra ochracea là một loài bướm đêm thuộc phân họ Arctiinae, họ Erebidae.